# Pachybolus morogoroensis
Pachybolus morogoroensis är en mångfotingart som beskrevs av Kraus 1958. Pachybolus morogoroensis ingår i släktet Pachybolus och familjen Pachybolidae. Inga underarter finns listade i Catalogue of Life.